# Navya-Nyāya
O Navya-Nyāya da lógica indiana e filosofia indiana foi fundada no século XIII d.C. pelo filósofo Gangeśa Upadhyaya de Mithila e continuada por Raghunatha Siromani de Navadwipa em Bengala. Foi um desenvolvido a partir do clássico Nyāya darśana. Outras influências do Navya-Nyāya foram o trabalho dos primeiros filósofos Vācaspati Miśra (900–980 d.C.) e Udayana (final do século X). Permaneceu ativo na Índia até o século XVIII.
O livro de Gangeśa, Tattvacintāmaṇi foi escrito em parte em resposta ao Khandanakhandakhādya de Śrīharśa, uma defesa do Advaita Vedānta, que ofereceu um conjunto de críticas completas às teorias de Nyāya sobre pensamento e linguagem. Em seu livro, Gangeśa abordou algumas dessas críticas e – mais importante – examinou criticamente o próprio Nyāya darśana. Ele afirmou que, embora Śrīharśa tenha falhado em desafiar com sucesso a ontologia realista de Nyāya, suas próprias críticas e também do próprio Gangeśa trouxeram a necessidade de melhorar e refinar as ferramentas lógicas e linguísticas do pensamento do Nyāya, para torná-las mais rigorosas e precisas.
O Tattvacintāmani lida com todos os aspectos importantes da filosofia indiana, lógica, teoria dos conjuntos e, especialmente, epistemologia, que Gangeśa examinou rigorosamente, desenvolvendo e aprimorando o esquema Nyāya e oferecendo exemplos. Os resultados, especialmente sua análise de cognição, foram retomados e usados por outros darśanas.
O Navya-Nyāya desenvolveu uma linguagem sofisticada e um esquema conceitual que lhe permitiu levantar, analisar e resolver problemas de lógica e epistemologia. Ele sistematizou todos os conceitos do Nyāya em quatro categorias principais que são percepção (pratyakşa), inferência (anumāna), comparação ou semelhança (upamāna) e testemunho (som ou palavra; śabda). O professor John Vattanky contribuiu significativamente para a compreensão moderna de Navya-Nyāya.